# Константинос Зурарис
Константинос (Костас) Зурарис (на гръцки: Κωνσταντίνος, Κώστας Ζουράρις) e гръцки учен и политик.

## Биография
Зурарис е роден в 1940 година в македонския град Солун, Гърция. Учи право в Солун и политология в Париж, където участва в майските събития. Преподава политология в Университет Париж 8 от 1969 година. Член на просъветската Комунистическа партия на Гърция, а по-късно на еврокомунистическата Комунистическа партия на Гърция (вътрешна). Редактира вестник „Македония“.
Зурарис е виден активист в Спора за името на Република Македония, като заема радикална позиция за неупотреба под никаква форма на името „Македония“ по отношение на новата държава.
През май 2009 г. той формира коалицията Общогръцки македонски фронт заедно със Стельос Папатемелис за участие на изборите за Европейски парламент през юни 2009 година. Коалицията не успява да премине избирателната бариера.
През септември 2015 година е избран за депутат от Независими гърци. Заместник-министър на образованието в правителството на Алексис Ципрас от ноември 2016 г. до януари 2019 г. Подава оставка и гласува срещу Преспанското споразумение, но на 16 януари 2019 гласува в парламента в подкрепа на правителството и така осигурява неговото запазване. 